# デヴィッド・ジェンキンス (陸上選手)
デヴィッド・ジェンキンス（David Andrew Jenkins, 1952年5月25日 - ）は、イギリスのウェールズ系陸上競技選手。1972年ミュンヘンオリンピックの銀メダリストである。

## 来歴
ジェンキンスは、1970年代から1980年代初頭にかけて活躍した400mを中心に活躍した男子短距離選手である。スコットランドのインデペンデント・スクールのエディンバラ・アカデミーで学び、在学中からスポーツに秀でていた。
1971年、ヨーロッパ選手権の400mで優勝。翌年、ミュンヘンオリンピックに出場。400mでは5位に終わったものの、4×400mリレーでは、マーティン・レイノルズ、アラン・パスコー、デビッド・ヘメリーとともに、3分00秒46でケニアに次いで銀メダルを獲得した。
1974年のヨーロッパ選手権では400mで銀メダル。4×400mリレーで金メダルを獲得。1978年のコモンウェルスゲームズでは、4×100mリレーでスコットランド代表として、金メダルを獲得している。しかし、オリンピックでは、1976年モントリオールオリンピックと1980年モスクワオリンピックの400mはともに7位という結果に終わっている。
ジェンキンスは、1980年代に、アナボリックステロイド剤の指導者として有名だったフアン・ハビエル・マックリスとダン・デュケインとともに、メキシコにアナボリックステロイドの製造会社を設立。アメリカの市場で販売を行っていた。ジェンキンスは、1988年に、アメリカの法廷で、1億ドル相当のステロイドを密売した罪で7年の刑が宣告され、カリフォルニア州のモハベ砂漠の刑務所に収監される。しかし、9か月で出所。1993年からは、スポーツ選手とボディビルダー向けの健康補助食品製造会社を友人とともに設立した。
なお、ジェンキンスは、選手時代に競技能力向上のためアナボリックステロイドを使用していたことを認めている。

## 主な実績
| 年   | 大会                   | 場所                                 | 種目         | 結果      | 記録      |
| ---- | ---------------------- | ------------------------------------ | ------------ | --------- | --------- |
| 1970 | コモンウェルスゲームズ | エジンバラ(スコットランド)           | 400m         | -（q）    | DNS       |
| 1971 | ヨーロッパ陸上選手権   | ヘルシンキ(フィンランド)             | 400m         | 1位       | 45秒5     |
| 1972 | オリンピック           | ミュンヘン(西ドイツ)                 | 400m         | 5位       | 45秒91    |
| 1972 | オリンピック           | ミュンヘン (西ドイツ)                | 4×400mリレー | 2位       | 3分00秒5  |
| 1973 | ユニバーシアード       | モスクワ(ソビエト連邦)               | 400m         | 3位       | 46秒39    |
| 1974 | コモンウェルスゲームズ | クライストチャーチ(ニュージーランド) | 200m         | 7位       | 21秒49    |
| 1974 | コモンウェルスゲームズ | クライストチャーチ(ニュージーランド) | 400m         | 4位       | 46秒46    |
| 1974 | コモンウェルスゲームズ | クライストチャーチ(ニュージーランド) | 4×100mリレー | 5位       | 39秒80    |
| 1974 | ヨーロッパ陸上選手権   | ローマ(イタリア)                     | 400m         | 2位       | 45秒67    |
| 1974 | ヨーロッパ陸上選手権   | ローマ(イタリア)                     | 4×400mリレー | 1位       | 3分03秒3  |
| 1976 | オリンピック           | モントリオール(カナダ)               | 400m         | 7位       | 45秒57    |
| 1976 | オリンピック           | モントリオール(カナダ)               | 4×400mリレー | -（sf）   | DNF       |
| 1978 | コモンウェルスゲームズ | エドモントン(カナダ)                 | 400m         | 5位（sf） | 47秒37    |
| 1978 | コモンウェルスゲームズ | エドモントン(カナダ)                 | 4×100mリレー | 1位       | 39秒24    |
| 1978 | コモンウェルスゲームズ | エドモントン(カナダ)                 | 4×400mリレー | 6位       | 3分07秒73 |
| 1980 | オリンピック           | モスクワ(ソビエト連邦)               | 400m         | 7位       | 45秒56    |
| 1982 | ヨーロッパ陸上選手権   | アテネ(ギリシャ)                     | 4×400mリレー | 2位       | 3分00秒68 |

- sfは準決勝、qは一次予選